# Termoelektrisk effekt
En termoelektrisk effekt er den direkte energiomdannelse mellem temperaturforskel og elektrisk energi.
Et termoelektrisk modul danner en spændingsforskel, når der er forskellig temperatur på begge sider af modulet. (Omvendt, hvis et termoelektrisk modul påføres en elektrisk spænding vil der blive pumpet varmeenergi, som derfor forårsager en temperaturforskel.)
Effekten er et resultat af, at ladningsbærere i et materiale vil diffundere fra den varme til den kolde ende.
Effekten kan bruges til at generere elektrisk energi, måle temperaturer - med et termoelement - og ændre temperaturer af objekter. Termoelektriske moduler vil varme og køle afhængigt af polariteten af den påførte strøm og er derfor velegnet til temperaturstyring i form af varmepumper.
Termoelektrisk effekt dækker over tre separate effekter:
- Seebeck-effekten
- Peltier-effekten
- Thomson-effekten

Seebeck-effekten blev opdaget af den estisk-tyske fysiker Thomas Johann Seebeck og Peltier-effekten af den franske fysiker Jean Charles Athanase Peltier. Mange lærebøger vil referere til effekterne samlet som Peltier-Seebeck-effekten.
Joule opvarmning er en relateret, men separat effekt, som beskriver opvarmningen af et resistivt materiale, hvor der sendes en strøm igennem. Seebeck-effekten, Peltier-effekten og Thomson-effekten er alle termodynamiske reversible, i modsætning til joule opvarmning.